# Gbadolite flygplats
Gbadolite flygplats är en flygplats vid staden Gbadolite i Kongo-Kinshasa. Den ligger i provinsen Nord-Ubangi, i den norra delen av landet, 1 100 km nordost om huvudstaden Kinshasa. Gbadolite flygplats ligger 460 meter över havet. IATA-koden är BDT och ICAO-koden FZFD. Flygplatsen byggdes som internationell flygplats under Mobutueran med en rullbana på 3600 m, men många av byggnaderna skadades av rebeller under andra Kongokriget och hade 2016 fortfarande inte reparerats. Gbadolite flygplats hade 590 starter och landningar, samtliga inrikes, med totalt 3 941 passagerare, 609 ton inkommande frakt och 33 ton utgående frakt 2015.